# Капаноли
Капа̀ноли (на италиански: Capannoli) е град и община в Италия регион Тоскана, провинция Пиза, в географския район Валдера. Разположен е около река Ера. Населението му е около 5700 души (2008).